# Severe Torture
I Severe Torture sono un gruppo musicale brutal death metal dei Paesi Bassi.

## Storia
La band si è formata nel 1997 e la prima formazione era la seguente: Thijs (chitarra), Seth (batterias), Erik (voce), Jelle (chitarra) e Patrick (basso). Con questa formazione hanno prodotto una demo di cinque canzoni chiamata "Baptized in Virginal Liquid", prodotta da Vincent Dijkers nel 1998. Questa demo vendette circa 600 copie in tutto il mondo. Dopo l'uscita della demo, Erik lasciò il gruppo per unirsi alla band death metal olandese Sinister. Contemporaneamente Seth e Patrick si unirono ai Centurian ma continuarono a suonare nei Severe Torture. Dennis Schreurs prese il posto di Erik e con questa formazione registrarono una demo di due canzoni inviata alle case discografiche. Dopo diversi riscontri positivi, il gruppo fece un concerto con gli Immolation, e subito dopo Jelle lasciò il gruppo.
La band continuò la sua attività con solo quattro componenti e firmò un contratto per un disco con la Fadeless Records. Successivamente si esibirono al  festival No Mercy 2000 a Tilburg con i Cannibal Corpse, i Deicide, i Vader, gli Hate Eternal e i Vomitory. Subito dopo partirono per il loro primo tour: 9 giorni in Repubblica Ceca, Slovacchia, Belgio, Paesi Bassi con i Damnation e gli ultimi 3 concerti con i Pyaemia.
Dopo questo tour il gruppo comincio a registrare il suo primo album full-length, Feasting On Blood, agli studi di registrazione Franky's Recording Kitchen con i produttori Berthus Westerhuys e Robbie Woning. La copertina fu realizzata da Joe Maloney. Feasting On Blood fu pubblicato il 9 ottobre del 2000 in Europa e distribuito negli Stati Uniti con Hammerheart America nel febbraio del 2001.

## Formazione

### Formazione attuale
- Dennis Schreurs - voce
- Thijs van Laarhoven - chitarra
- Patrick Boleij - basso elettrico
- Seth van de Loo - batteria
- Marvin Vriesde - chitarra

### Ex componenti
- Eric de Windt - voce (1997 - 1998)
- Jelle - chitarra (1997 - 1999)

## Discografia
- 2000 - Feasting on Blood
- 2002 - Butchery of the Soul
- 2002 - Misanthropic Carnage
- 2005 - Fall of the Despised
- 2007 - Sworn Vengeance
- 2010 - Slaughtered
- 2024 - Torn from the Jaws of Death